# Премия имени Маршала Советского Союза Николая Огаркова
Ежегодная премия имени маршала Советского Союза Николая Огаркова — премия, учрежденная Центром анализа стратегий и технологий за вклад в укрепление обороноспособности страны, в области военной науки и военной экономики, разработки и создания вооружений и военной техники. Присуждается на конкурсной основе в нескольких номинациях.

## История
Премия имени выдающегося русского военного мыслителя второй половины XX века, предвосхитившего концепцию «революции в военном деле» Николая Васильевича Огаркова учреждена в 2018 году организационным комитетом конференции «Огарковские чтения» и Центром анализа стратегий и технологий. Первые четыре года премия вручалась в номинации «За укрепление обороноспособности страны» исключительно одному человеку (за работу с 30 октября по 30 октября). С 2022 года премия присуждается за выдающиеся достижения не только прошедшего года, но за последние 10 лет. Кроме того, появилась еще одна номинация — «За вклад в изучение и активную популяризацию военной истории России». В состав конкурсной комиссии входят члены оргкомитета конференции «Огарковские чтения» во главе с начальником Генерального штаба Вооруженных Сил России (2004-2008) Юрием Балуевским.

## Конкурсная процедура
В качестве соискателей премии могут выступать лица, способствующие эффективному решению проблем национальной безопасности, достижению значимых результатов в производственной деятельности предприятий Российской Федерации при выполнении оборонных заказов, развитию военной науки и популяризации военной истории страны.

## Церемония награждения и призы
Церемония награждения лауреатов премии проводится в рамках ежегодной конференции «Огарковские чтения», посвященной памяти яркого русского военного мыслителя второй половины XX века, начальника Генерального штаба Вооруженных Сил СССР (1977-1984) маршала Николая Васильевича Огаркова. Организатором выступает Центр анализа стратегий и технологий (ЦАСТ). Лауреатам премии вручается памятная статуэтка и эксклюзивные ценные подарки.

## Лауреаты премии

### Лауреаты 2024 года
Андрей Григорьев, бывший генеральный директор Фонда перспективных исследований (ФПИ)
Семен Пегов, военный корреспондент и основатель проекта WarGonzo.

### Лауреаты 2023 года
Сергей Глазьев, экономист за достижения последнего года.

### Лауреаты 2022 года
Александр Ходаковский, командир батальона «Восток» Донецкой Народной Республики (ДНР), первый Министр государственной безопасности ДНР (16 мая-16 июля 2014 г.)
Дмитрий Коноплёв, управляющий директор Конструкторского бюро приборостроения (КБП) и бывший генеральный директор холдинга «Высокоточные комплексы» (посмертно).

### Лауреаты 2021 года
Олег Рязанцев, заместитель министра промышленности и торговли Российской Федерации 
Иван Семьян, руководитель лаборатории экспериментальной археологии Южно-уральского госуниверситета, директор Ассоциации «Археос»

### Лауреаты 2020 года
Александр Михеев, генеральный директор АО «Рособоронэкспорт»
Наталия Юдина, старший вице-президент — директор дирекции клиентского сопровождения предприятий оборонно-промышленного комплекса «Промсвязьбанка»

### Лауреаты 2019 года
Николай Долженков, генеральный конструктор группы «Кронштадт»

### Лауреаты 2018 года
Юрий Андрианов, глава правительства Тульской области.